# Jerzy Potocki (zm. 1747)
Jerzy Potocki herbu Pilawa (zm. w 1747 r.) – starosta grabowiecki w latach 1732–1747, starosta  tłumacki, sędzia kapturowy województwa bełskiego w 1733 roku.

## Życiorys
Najmłodszy syn Feliksa Kazimierza Potockiego, dziedzic na Podhajcach i Sernikach, ojciec Eustachego Potockiego i Mariana Potockiego.
Był elektorem Augusta II Mocnego w 1697 roku z województwa bełskiego. Po pierwszej żonie odziedziczył starostwo dubieńskie.
Poseł na sejm elekcyjny 1697 roku z województwa bełskiego. Poseł na sejm 1701 roku i sejm z limity 1701–1702 roku z ziemi halickiej. Poseł na sejm 1703 roku z województwa bełskiego. Poseł na sejm 1720 roku z województwa bełskiego.
Jako deputat województwa bełskiego podpisał pacta conventa Stanisława Leszczyńskiego w 1733 roku.
Poseł ziemi halickiej na sejm zwyczajny pacyfikacyjny 1735 roku.